# 中央公園 (摩天大樓)

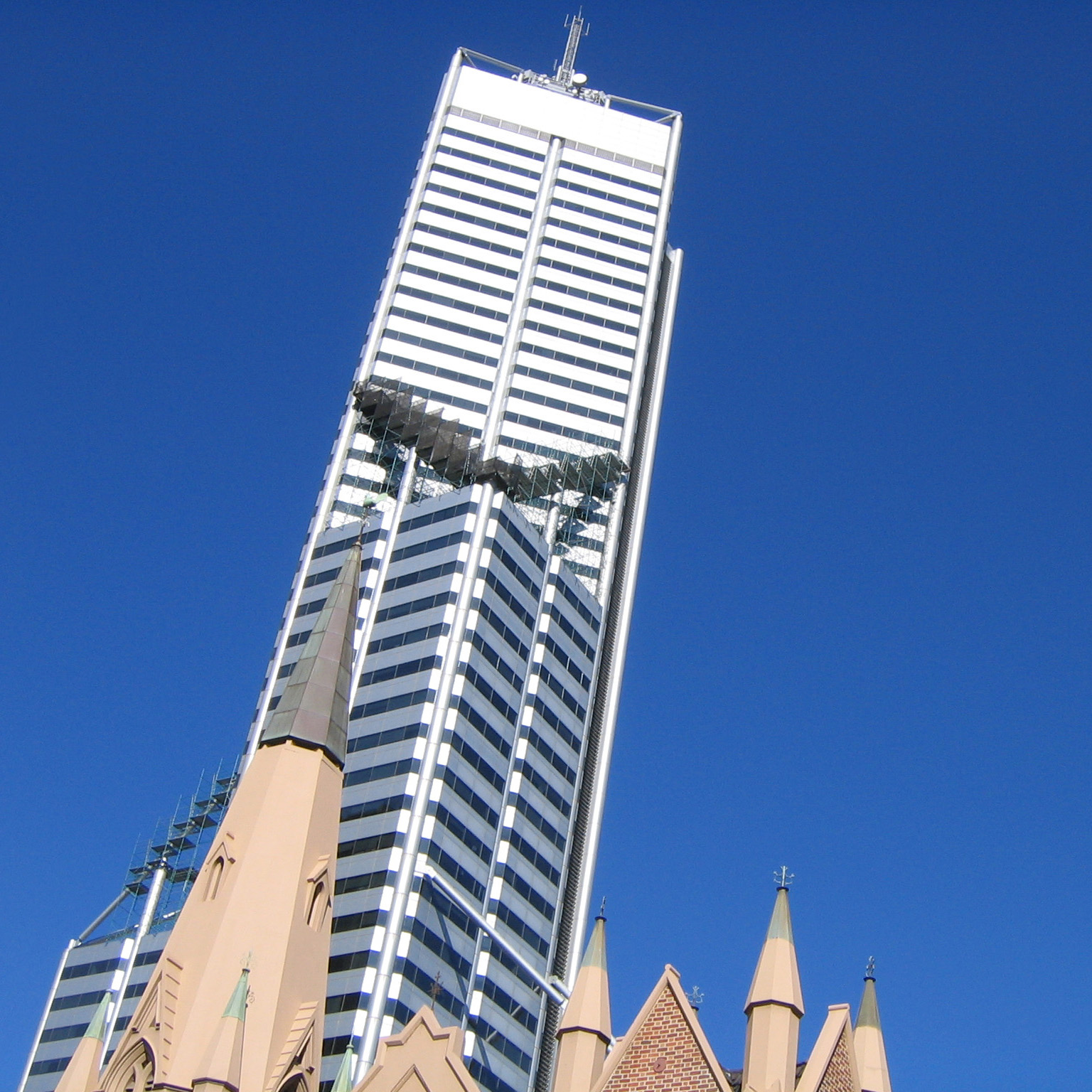
位於珀斯CBD的中央公園

中央公園大廈是西澳府城珀斯最高的摩天大樓。1992年完工時超越了西部銀行大樓（BankWest Tower）成為全市最高的建築物。樓頂高226公尺（尖頂高249米）。
大樓基礎為正方形，側有三角翼，在不同高度削走，令大樓呈多面體外觀。立面為鋁板和反光玻璃。
大樓提供51層，面積66,500平方公尺的辦公室空間。地庫為5000平方公尺的景觀公園，是員工以及公眾聚集的好地方。